# 308-ма стрілецька дивізія (3-го формування, СРСР)
308-ма лати́ська стріле́цька Червонопра́порна диві́зія — стрілецька дивізія, загальновійськове з'єднання РСЧА в часи Німецько-радянської війни.
При формуванні 308-ї латиської стрілецької дивізії в ній, станом на 10 липня 1944 року, було 36,3% воїнів латиської національності. Станом на 30 березня 1945 року їх чисельність становила 82,5%.

## Історія з'єднання
308-ма латиська стрілецька дивізія була сформована на базі 1-го окремого резервного полку в Гороховецьких таборах. На 7 липня 1944 року формування дивізії було цілком завершене, бійці прийняли військову присягу й дивізії в урочистій обстановці були вручені бойові прапори.
Протягом усього періоду бойових дій дивізія входила до складу 130-го латиського стрілецького корпусу на 2-му Прибалтійському й Ленінградському фронтах.
17 липня 1944 року перші частини дивізії залізницею прибули на станцію Невель. Переслідуючи ворога, що відступав, 25 липня частини дивізії увійшли на територію Латвії, а 30 липня дивізія з'єдналась з 43-ю гвардійською стрілецькою дивізією. Після цього нетривалий час дивізія перебувала у другому ешелоні наступу 22-ї армії.
У ході проведення Лубансько-Мадонської фронтової наступальної операції, 8 серпня 308-ма стрілецька дивізія спільно з 43-ю гвардійською стрілецькою дивізією з боями взяла вузлову залізничну станцію Крустпілс, а 10 серпня форсувала річку Айвієксте. З 17 по 24 серпня 1944 року дивізія вела наступальні бої на Відземській височині.
З вересня по жовтень 1944 року 308-ма стрілецька дивізія вела наступальні бої в ході проведення Ризької операції діючи, як мобільна група 22-ї армії. 16 жовтня воїни 308-ї латиської стрілецької дивізії увійшли до Риги з боку Пардаугави.
З 18 жовтня 1944 року 308-ма латиська стрілецька дивізія була дислокована в південній частині Ризької затоки для захисту від можливих десантних операцій супротивника.
У травні 1946 року 308-ма латиська стрілецька Червонопрапорна дивізія була розформована.

## Бойовий склад
- 319-й стрілецький полк,
- 323-й стрілецький полк,
- 355-й стрілецький полк,
- 677-й артилерійський полк,
- 377-й окремий винищувальний протитанковий дивізіон,
- 282-га окрема розвідувальна рота,
- 301-й окремий саперний батальйон,
- 899-й окремий батальйон зв'язку (675-та окрема рота зв'язку),
- 326-й медико-санітарний батальйон,
- 305-та окрема рота хімічного захисту,
- 170-та автотранспортна рота,
- 412-та польова хлібопекарня,
- 347-й дивізійний ветеринарний лазарет,
- 2991-ша польова поштова станція,
- 1303-тя польова каса Держбанку.

## Командири
Дивізією командували:
- Дамберг В. Ф., генерал-майор (липень-жовтень 1944);
- Калниньш М. Т., гвардії полковник (з 5 жовтня 1944).

## Нагороди
— Указ Президії Верховної Ради СРСР від 03.11.1944 року — за участь у визволенні Риги.